# Эдикт о терпимости (1782)
«Эдикт о терпимости» (Эдикт о толерантности для евреев Нижней Австрии) — пакет реформ, обнародованный в начале 1782 года императором Австрии Иосифом II. Пакет реформ был призван существенно изменить жизнь евреев — подданных Габсбургов.

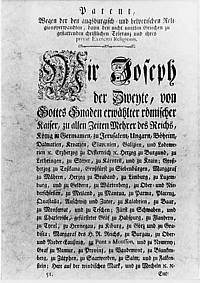
Патент терпимости (1781)

Ещё до принятия эдикта, осенью 1781 года, были проведены «еврейские реформы», объявленные Иосифом II: были отменены предписания об обязательном ношении евреями империи отличительного знака, в том числе о наличии у каждого еврея бороды, а также произошла отмена подоходного налога. Государь-император стремился привлечь еврейское население к продуктивному труду и отвлечь от торговли, которую он считал «вредной». Для этого евреям было разрешено возделывать землю, и заниматься любым ремеслом. Однако членам еврейских общин запрещалось использовать иврит и идиш при составлении документов.
В начале 1782 года Иосиф II (под влиянием Йозефа фон Зонненфельса) обнародовал «Эдикт о терпимости» для евреев Вены, Богемии, Моравии, Венгрии и в 1789 году — для евреев Галиции.
Во вступлении провозглашалось принципиальное равенство всех граждан государства перед лицом закона. Указывалось, что все подданные империи, вне зависимости от религиозного различия и происхождения, пользуются свободой и плодами благосостояния государства.
Евреям разрешили заниматься свободными профессиями, владеть мануфактурами и нанимать рабочих-христиан; было предоставленно право на беспрепятственное передвижение и право селиться в городах (кроме горнозаводских). Евреям был также открыт доступ в высшие учебные заведения.
Евреи могли создавать начальные школы (на немецком языке), либо посылать детей в общеобразовательные школы. Указ отменял ряд ограничений, сохранявшихся ещё со времен Венского собора 1267 года: запрет выходить из своих домов до 12 часов дня в воскресенье и посещать увеселительные заведения в дни католических праздников.
В то же время, новый указ запрещал евреям арендовать землю, брать откупные, заниматься шинкарством и коробейничеством под предлогом того, что евреи склонны к таким порокам, как нечестность и обман, а также спаивание крестьян.
Указами вводилась воинская повинность для евреев, уравнивающая их в этом с другими гражданами империи.
Евреям были присвоены немецкие имена и фамилии. Имущественные и семейные тяжбы рассматривались государственным судом.
Евреям, не окончившим начальную школу, запрещалось жениться до 25 лет. Были увеличены брачный и подушный налоги.
Раввинов лишили права судить и отлучать от общины. Отменялось кагальное самоуправление, кроме дел синагоги и благотворительности.

## Последствия
Указы Иосифа II были встречены с энтузиазмом зажиточными и просвещенными кругами еврейства, однако большинством еврейского населения империи, приверженным традиционному образу жизни, они воспринимались как ещё более жестокие преследования, чем ограничительные законы Марии Терезии.
Указы разрушали традиционные основы еврейской жизни и вели к разложению общины. Хотя они укрепили общественный статус малочисленных в то время евреев Австрии, они практически ухудшили правовое и экономическое положение крупной общины Галиции.
Во многих случаях указы были отменены или извращены вскоре после смерти Иосифа II.